# Hameln
Hameln (latin: Hamala, engelska: Hamelin, nederländska: Hamelen) är en stad i Landkreis Hameln-Pyrmont i delstaten Niedersachsen i nordvästra Tyskland.
Staden är känd för Råttfångaren i Hameln.

## Läge
Hameln ligger sydväst om Hannover vid floden Oberweser. I staden mynnar de mindre floderna Hamel och Humme i Oberweser. Staden är belägen mellan två bergsområden, Weserbergland i väst och Leinebergland i öst.

## Historia
År 802 eller 812 uppförde den sachsiske greve Berhard tillsammans med sin fru Christina en privat kyrka på sin gård. Godset tillhörde senare klostret i Fulda. Munkarna från Fulda grundade 851 vid floden ett benediktinkloster. I de första urkunderna kallas orten Hamela eller Hameloa. Bredvid klostret växte ett samhälle fram som omkring 1200 för första gången fick beteckningen stad. På så sätt är Hameln en av de äldsta städerna i före detta kungariket Hannover.
Kort efteråt skedde år 1284 händelsen som utvecklades till råttfångarsagan. Enligt nyare forskning handlar sagan om ett uttåg av unga stadsbor för att kolonisera regioner i dagens Brandenburg.
Mellan 1426 och 1572 var Hameln medlem i Hansan och år 1540 kom reformationen till staden. Under 1500-talet hade staden en storhetstid som varade fram till trettioåriga kriget. Hamelns borgare tävlade med adeln på landet omkring genom att uppföra sina hus i kostsam renässansstil. Flera av dessa står ännu idag.
Under trettioåriga kriget tillhörde staden först Kristian IV av Danmark, sedan den katolska ligans överbefälhavare Johann Tilly och efter en belägring hertigdömet Braunschweig-Lüneburg. Efter 1664 blev hela staden en fästning. På grund av dessa försvarsanläggningar kallades staden vid denna tid "Nordens Gibraltar".
År 1806 kapitulerade Braunschweigs regent hertig Karl Wilhelm Ferdinand i slaget vid Jena-Auerstedt och staden blev en av Napoleons besittningar. Han lät riva alla befästningsverk med undantag av två torn.
År 1866 blev Hameln en del av Preussen och år 1897 byggdes den första järnvägslinjen. Hameln förskonades inte under Andra världskriget, till exempel fick centralstationen, rådhuset och den centrala bron stora skador. Kort efter kriget ingick Hameln i den brittiska sektorn och även under det kalla kriget var en brittisk enhet stationerad i Hameln.

## Bilder

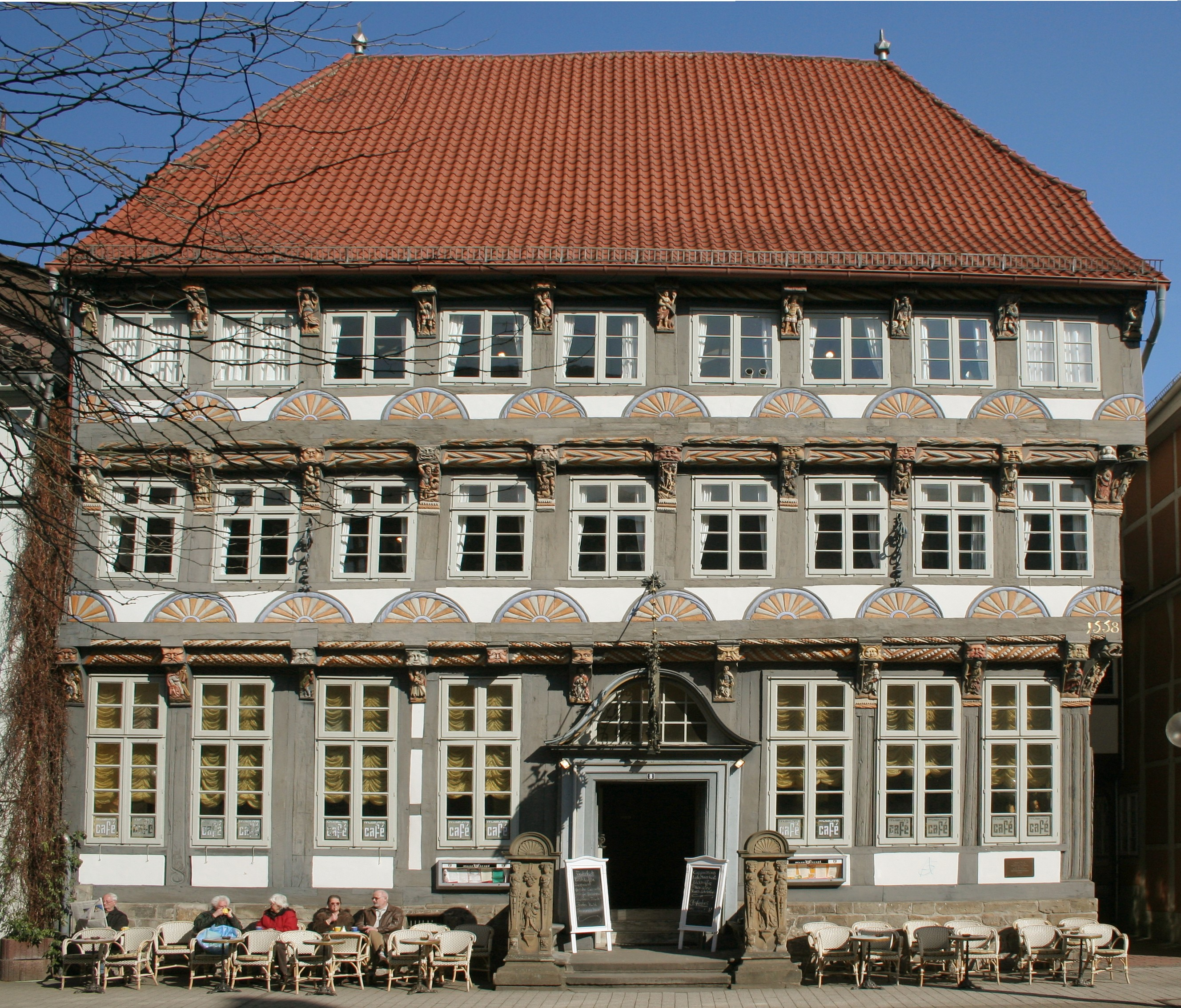
Stiftsherrenhaus, ett hus från 1558.
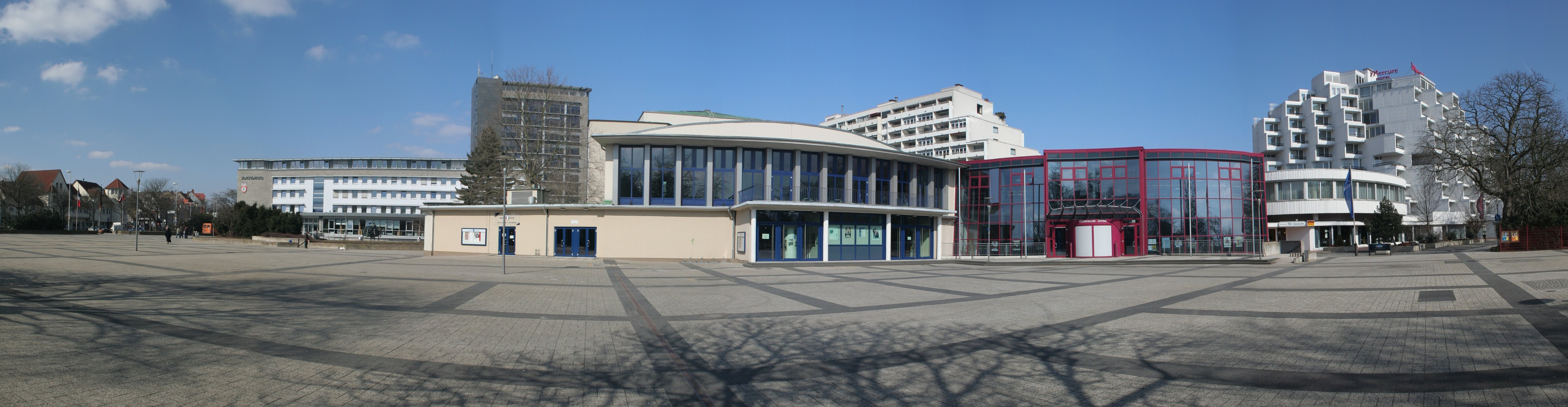
Stadsteatern
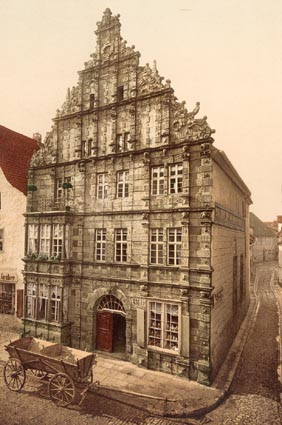
Rattenfängerhaus, byggnad från 1602 med ingravering om Råttfångaren i Hameln.